# Herbert Asbeck

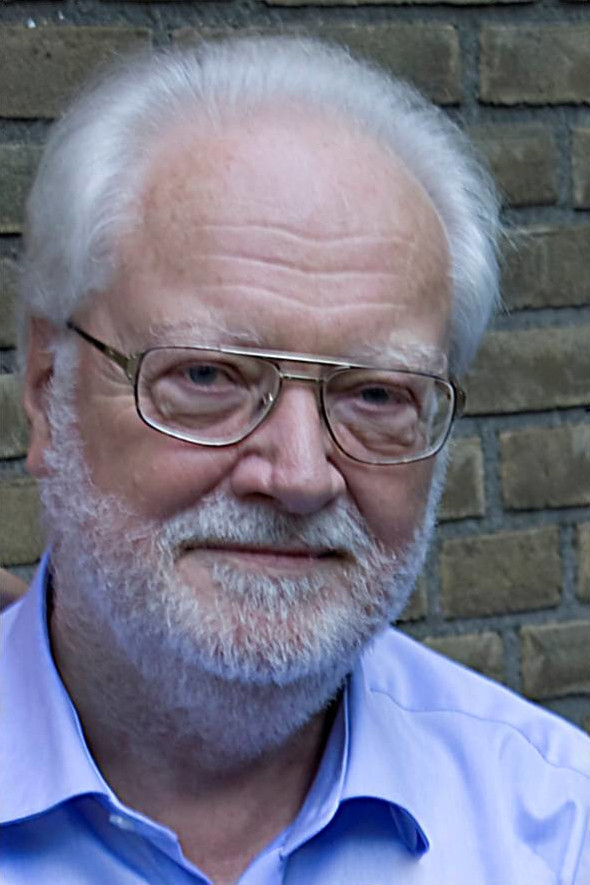
Herbert Asbeck

Herbert Asbeck (* 15. Juni 1936 in Düsseldorf; † 17. Juni 2019 in Erkrath) war ein deutscher Schriftsteller.

## Leben
Asbeck besuchte in seiner Geburtsstadt Düsseldorf das Gymnasium. Er wurde Kaufmann und Fremdsprachen-Korrespondent, lebte einige Jahre in Amsterdam und Barcelona, bevor er als Verkaufs-Chef für europäische Maschinenbauer Länder in Europa und Übersee bereiste. In Erkrath-Hochdahl machte er sich 1972 mit einer Agentur für Druck- und artverwandte Maschinen selbständig.
1992 gab er seinen Beruf auf und arbeitete seither als freier Schriftsteller. Seinen Prosa-Werken gingen Recherche-Reisen nach Kreta – einmal mit einem Reisestipendium des Auswärtigen Amtes –, nach Spanien, Italien und Frankreich voraus.
Er war Mitglied im Verband deutscher Schriftstellerinnen und Schriftsteller (VS) Nordrhein-Westfalen und in der Heinrich-Heine-Gesellschaft Düsseldorf.
Seit 1961 war Herbert Asbeck verheiratet, er hatte zwei Söhne.

## Werke
Lyrik
- Gedichte eines Unmodernen, Frankfurt 1986
- Ein Dank für den sich neigenden Tag, Düsseldorf 2018

Prosa
- Die Reise nach S., Düsseldorf 1991
- Der Sommergarten, Klagenfurt 1994
- Lambis, der Geiger, München 2001
- Tage auf Kreta, München 2001
- Der Sommergarten, Neu-Auflage München, 2002
- Das liebe Fräulein Klimpernell, München 2003
- Hassans Geschenk …, München 2006
- Corrida, München 2011
- Eine Liebe in Cremona, München 2016

Theater
- Die Graugans, 1993
- Trott, 1999
- Dio Mio, 1996
- Trilogie der Liebe, 2001
- Reise Zurück, 2005
- Die Wohnungen des Herrn Quant, 2013